# Chapter Three: Body Double
"Chapter Three: Body Double" é o terceiro episódio da primeira temporada da série da The CW, Riverdale. Foi escrito por Yolonda E. Lawrence, dirigido por Lee Toland Krieger, estreou em 9 de fevereiro de 2017.

## Sinopse
Depois que novas informações sobre a morte de Jason vêm à tona, Cheryl está sob suspeita e é forçada a esclarecer sobre a última vez que viu seu irmão. Enquanto isso, Archie toma uma decisão difícil que coloca uma grande pressão em seu relacionamento com a Srta. Grundy. Por outro lado, Betty decide abrir o jornal da escola e pede a ajuda de Jughead para investigar a morte de Jason, enquanto Veronica e Ethel trabalham para expor alguns jogadores de futebol do ensino médio de Riverdale após os rumores de um "livro da vergonha" começa a circular. Finalmente, depois de ser punido por seu pai Fred, Archie deve encontrar uma maneira de chegar ao evento onde Josie and the Pussycats irão tocar uma música que ele ajudou a escrever.

## Audiência
O episódio foi assistido por 1,20 milhão de telespectadores, recebendo 0,5 milhão entre os espectadores entre 18 e 49 anos.